# Аткинс, Айвор
Айвор Элджернон Аткинс (англ. Ivor Algernon Atkins; 29 ноября 1869, Лландафф, ныне в составе Кардифф — 26 ноября 1953, Вустер) — британский органист и хоровой дирижёр.

## Биография
Сын органиста. Окончил Королевский колледж Оксфордского университета (1892), затем там же получил степень доктора музыки. Работал помощником органиста в Херефордском соборе, затем органистом в Соборе Святого Лаврентия в Ладлоу. С 1897 и до 1950 гг. органист и хормейстер Вустерского собора.
Аткинсу принадлежит ряд обработок и аранжировок церковного назначения. Наибольшей известностью пользуются его переработка знаменитого Miserere Грегорио Аллегри с сольной партией для высокого детского голоса и редакция песни Петера Корнелиуса «Три волхва».
Аткинса связывала многолетняя дружба с Эдвардом Элгаром: они познакомились в 1890 году в Глостере на Фестивале трёх хоров (как записал Элгар в дневнике, «по крайней мере один музыкант полностью понял и принял мою музыку») и были близки вплоть до смерти Элгара в 1934 году; известна их обширная переписка, Элгар посвятил Аткинсу свои «Торжественные и церемониальные марши». Совместно Элгар и Аткинс подготовили издание «Страстей по Матфею» Иоганна Себастьяна Баха.
Жена Аткинса Кэтрин Аткинс была в 1936 году избрана мэром Вустера.